# Direito adquirido
Direito adquirido é espécie de direito subjetivo definitivamente incorporado (pois, adquirido) ao patrimônio jurídico do titular (sujeito de direito), já consumado ou não, porém exigível na via jurisdicional, se não cumprido voluntariamente pelo obrigado (sujeito de dever).
Diz-se que o titular do direito adquirido está, em princípio, protegido de futuras mudanças legislativas que regulem o ato pelo qual fez surgir seu direito, precisamente porque tal direito já se encontra incorporado ao seu patrimônio jurídico (plano/mundo do dever-ser ou das normas jurídicas), ainda que não fora exercitado, gozado — plano/mundo do ser, ontológico.
O titular do direito adquirido extrairá os efeitos jurídicos elencados pela norma que lhe conferiu o direito mesmo que surja nova lei contrária à primeira. Continuará a gozar dos efeitos jurídicos da primeira norma mesmo depois da revogação da norma. Eis o singelo entendimento do direito adquirido, conformado pela ortodoxia das ciências jurídicas.

## Introdução
Direito adquirido, numa compreensão ampla (lato sensu), é "tão-somente aquele poder realizar determinada vontade conquistado por alguém", chamado de sujeito de direito daquele direito. O direito adquirido funciona como a lei de tabaco em vigor. É SÓ.é, contudo, apenas a sua conceituação — diga-se — ingênua, melhor, não-técnica no atinente às ciências jurídicas. Sob a óptica da filosofia, geral ou jurídica, contudo, essa "abordagem conceitual ampla, embora ingênua", é valiosa, é mesmo indispensável.
A sua conceituação jurídica, com efeito, passa por escoimações de ordem técnica específica, que, longe de ferirem a ideia ampla, complementam-na, especificam-na, caracterizam-na precisamente.
Direito adquirido, numa larga medida, é sinônimo do próprio Direito. Com os reflexos favoráveis e também os desfavoráveis, com o mérito e também o demérito. Eis o porquê, em sumaríssima declinação, da dificuldade de seu destemido e veraz tratamento.

## Generalidades
Preliminarmente, é de se observar que não se fez alusão alguma a uma ordem jurídica organizada e estabelecida, sob qualquer forma — muito embora seja sempre esse o caso, pois o que se examina refere-se à vida do ser humano em sociedade. Também é relevante observar que sujeito, como aqui compreendido, pode significar tanto uma "pessoa física ou natural", como uma "pessoa jurídica" — e tal consideração já importa em admitir, a priori, a existência daquela ordem jurídica acima referida, o que se fará no momento adequado à concatenação das ideias. Outras conceituações podem-se apresentar. Segundo uma delas, direito adquirido é "aquele que já se integrou ao patrimônio e à personalidade de seu titular, de modo que nem norma, nem fato posterior possam alterar situação jurídica já consolidada sob sua égide.". Outra diz que é "todo direito que é consequência de um fato idôneo para gerá-lo em razão de norma vigorante antes da entrada em vigor de nova norma relativa ao mesmo assunto e que, nos termos do novo preceito sob o império do qual o fato aconteceu, tenha ele (o direito originado do acontecido) entrado, imediatamente, a integrar o patrimônio de quem o adquiriu.". Observa-se das duas últimas conceituações que (1.º) vinculam necessariamente a ideia do direito adquirido já a uma ordem jurídica preestabelecida; (2.º) são patrimonialistas. No entanto, nem sempre um direito adquirido tem natureza patrimonial. (Ademais, é imprescindível esclarecer que patrimônio pode ter (e tem, com efeito) acepções diversas da usual, de foro apenas contábil, econômico-financeiro). Essa frequente conexão, todavia, deve-se ao fato histórico de originariamente haver-se constituído o direito civil como direito do patrimônio — o que, em primazia, ainda é válido nos dias atuais — e, destarte, haver ele precedido os demais ramos do direito. Assim, pois, um direito adquirido (como quer que se o compreenda) não precisa ser constitucionalmente respaldado.
Não necessariamente, nem em tal nível.
A expressão "direito adquirido" faz remissão ideológica (no sentido de etimológico-semântica) com a ideia (e o correspondente binômio significante versus significado)e, por conseguinte, conexão primária, por razões históricas, como visto, com "patrimônio adquirido". Por seu turno, patrimônio (<latim patrimoniu = patri + moniu = bens e/ou herança havida do pai) e adquirido (<latim acquirere, adquirere = alcançar, conseguir, obter [algo, usualmente um bem material]). Porém, conforme já dito, como quer que se o compreenda, o significante "direito" pode significar outros que não os bens ou direitos materiais, assim como o significante "adquirido" pode significar coisa diversa da aquisição, por meio econômico-financeiro, monetário, de algo, quer seja material ou não o objeto dessa aquisição.
Direito adquirido, numa larga medida, é sinônimo do próprio Direito. Com os reflexos favoráveis e também os desfavoráveis, com o mérito e também o demérito. Eis o porquê, em sumaríssima declinação, da dificuldade de seu destemido e veraz tratamento.
Conquanto possa haver-lhe — e inegavelmente o há — mérito em muitíssimos casos e situações, é também igualmente verdadeiro que, em um incontável elenco de outros casos e situações, dá-se justamente o oposto: há-lhe claro demérito, no sentido de que o direito adquirido em exame expressa uma injustiça. Uma injustiça com reflexo social, com significado social e esse é precisamente o cerne da questão. Pois, nem sempre aquilo que é apreciado em foro íntimo pessoal observa os ditames de um interesse maior, coletivo, social. O contrário é que, com frequência, se verifica. Assim, por exemplo, pode raciocinar (e, de fato, o faz) determinado sujeito: "em sendo o benefício, o ganho, a conquista (em suma, o direito adquirido) para mim, é aceitável, é desejável, é justo. Em sendo para mim, é justo.".
É preciso analisar o uso que muitas vezes se tem feito do instituto "direito adquirido" como forma de convalidação, de perpetuação, de agravamento da injustiça social, em especial na sociedade contemporânea, de modo a lançar luzes sobre as medidas a serem tomadas no sentido de se aperfeiçoar a justiça social no Estado Democrático de Direito. Esse objeto desdobra-se em:
- a) compreender a natureza do instituto direito adquirido na dinâmica social contemporânea;
- b) descrever os usos justificável e injustificável do direito adquirido;
- c) explicitar o uso, em muitos casos, do direito adquirido como acobertamento licitante, convalidação licitante do ilícito; e
- d) propor soluções que viabilizem a extirpação do direito adquirido injusto.

A distinção preliminar básica que se deve fazer entre direito adquirido e ato jurídico perfeito consiste na própria ideia semântica de um e de outro. O primeiro nada mais é do que uma espécie de direito subjetivo definitivamente incorporado ao patrimônio jurídico do titular, mas ainda não consumado, sendo, pois, exigível na via jurisdicional, se não cumprido voluntariamente pelo obrigado. O titular do direito adquirido está protegido de futuras mudanças legislativas que regulem o ato pelo qual fez surgir seu direito, precisamente porque tal direito já se encontra incorporado ao patrimônio jurídico do titular (plano/mundo do dever-ser ou das normas jurídicas) só não fora exercitado, gozado — plano/mundo do ser, ontológico. O titular do direito adquirido extrairá os efeitos jurídicos elencados pela norma que lhe conferiu o direito mesmo que surja nova lei contrária à primeira. Continuará a gozar dos efeitos jurídicos da primeira norma mesmo depois da revogação da norma. Eis o singelo entendimento do direito adquirido, conformado pela ortodoxia das ciências jurídicas.
Já o ato jurídico perfeito é o título ou fundamento que faz surgir o direito subjetivo, é todo ato lícito que tenha por fim imediato adquirir, resguardar, transferir, modificar ou extinguir direitos (art.81/CC). Segundo Limongi França, ato jurídico perfeito é aquele que sob o regime de determinada lei tornou-se apto para produzir os seus efeitos pela verificação de todos os requisitos a isso indispensável. Assim, o ato jurídico perfeito deve ser analisado sob a óptica de forma.
Pode-se dizer que o ato jurídico perfeito é instituto irmão do direito adquirido. Algumas vezes, aquele surge antes deste, como no caso do testamento válido, lavrado e assinado, mas ainda vivo o testador, ou, um negócio jurídico sujeito a condição suspensiva. Nesses exemplos, há ato jurídico perfeito, pois tais atos foram constituídos validamente sob a égide de uma lei válida, porém em ambos inexiste direito adquirido, vez que, respectivamente, o testador ainda vive, e, a condição suspensiva ainda não ocorreu, art.118 CC. Logo, não houve a completude do fato concreto gerador do direito subjetivo. Deve-se enfocar o direito adquirido sob a óptica de fundo, já o ato jurídico perfeito sob a óptica de forma.
O constitucionalista José Afonso da Silva ainda distingue os institutos ao dizer que o direito adquirido emana diretamente da lei em favor de um titular, enquanto que o ato jurídico perfeito é negócio fundado na lei. Ou seja, o direito adquirido é uma espécie de direito subjetivo, ao passo que o ato jurídico perfeito é um negócio jurídico ou o ato jurídico stricto sensu, segundo a visão civilista. De fato, quer direta e imediatamente da lei ou dos atos jurídicos — contratos, declarações unilaterais de vontade etc. — e, portanto, indireta e imediatamente da lei, podem ensejar direito adquirido.
Atente-se para o fato de que só surgirá direito adquirido quando houver a completude dos seus requisitos e fatores de eficácia, elencados pelo regime jurídico peculiar do direito positivo que rege o ato, incidindo por completo o direito objetivo fazendo assim nascer o direito subjetivo, a partir daí adquirido.

## Natureza do direito adquirido

### Base conceitual
Pareça suficientemente óbvio, o conceito de direito adquirido, entretanto, devido às implicações sociais profundas que suscita, prudentemente requer esclarecimento conceitual adequado, de modo a se saber precisamente com o que se está lidando.
Com efeito, a compreensão atual desse conceito — desse instituto —, particularmente na atual ordem jurídica brasileira (também na da maioria das nações contemporâneas) vincula-se à ideia de intangibilidade.
Mais: essa intangibilidade tem respaldo constitucional, vale dizer, o direito adquirido, seja lá o que for em sua essencialidade, logo de início, já goza da proteção, da tutela maior, da Carta Magna que regula a vida do povo em exame.
Que vem a ser direito adquirido? Ora, a bem do rigor e lato sensu, "direito adquirido é tão-somente aquele poder realizar determinada vontade conquistado por alguém", esse, chamado de sujeito daquele direito.
É de se observar que, preliminarmente não se fez alusão alguma a uma ordem jurídica organizada e estabelecida, sob qualquer forma — muito embora seja sempre esse o caso, pois o que se examina refere-se à vida do ser humano em sociedade. Também é relevante observar que sujeito, como aqui compreendido, pode significar tanto uma "pessoa física ou natural", como uma "pessoa jurídica" — e tal consideração já importa em admitir, a priori, a existência daquela ordem jurídica acima referida, o que se fará no momento adequado à concatenação das ideias.
Outras conceituações podem-se apresentar.
- Segundo uma delas, "direito adquirido é aquele que já se integrou ao patrimônio e à personalidade de seu titular, de modo que nem norma, nem fato posterior possam alterar situação jurídica já consolidada sob sua égide.".
- Outra diz que "direito adquirido é todo direito que é consequência de um fato idôneo para gerá-lo em razão de norma vigorante antes da entrada em vigor de uma nova norma relativa ao mesmo assunto e que, nos termos do novo preceito sob o império do qual o fato aconteceu, tenha ele (o direito originado do fato acontecido) entrado, imediatamente, a fazer parte do patrimônio de quem o adquiriu.".

Pode-se observar das duas últimas conceituações que:
- (1º) vinculam a ideia do direito adquirido já necessariamente a uma ordem jurídica preestabelecida;
- (2º) são patrimonialistas.

No entanto, nem sempre um direito adquirido tem natureza patrimonial. Essa frequente conexão, todavia, deve-se ao fato histórico de haver o direito civil (primordialmente, e ainda hoje, direito do patrimônio) precedido os demais ramos do direito.
Assim, um direito adquirido — como quer que se o compreenda — não precisa estar constitucionalmente respaldado. Não necessariamente, nem em tal nível. Por que, então, se dá tal ligação, como é o caso na ordem jurídica brasileira atual? Para assegurar-lhe a máxima proteção. Para que, uma vez adquirido, não padeça ele da fragilidade de eventualmente fenecer.
A questão do mérito ontológico de cada direito adquirido perpassa, entre outras, a fronteira entre o Direito e a Moral. Ganha os domínios da Filosofia, da Sociologia, da Psicossociologia. E a insuscetibilidade ao fenecimento varia na razão direta do quantum de poder que é detido pelo sujeito do direito sub examine na roda do jogo de poder –– o grande jogo de poder numa determinada sociedade, num dado país, no mundo.
De fato, garantir a imutabilidade de um direito, numa dada ordem jurídica, significa, a bem dizer, perpetuar um poder. O que, nem sempre, nem em todo caso, observa os ditames do bom Direito, da boa Moral, ainda que tais conceitos e ideias e significados sociais sejam relativos, passíveis de interpretações diferenciadas. Como quer que seja, um elemento de direito adquirido é um elemento de poder perpetuado. A menos que sobrevenha uma revolução, pois, em tal caso, uma nova ordem será instituída, e aquele direito, ainda que adquirido e tutelado na ordem de até então, poderá não permanecer. Terá fenecido.

## Ontologiaesemiologiado direito adquirido
A ideia de direito adquirido, lato sensu, acha-se imbricada inextrincavelmente à ideia de estabilidade per se "em uma" e "de uma" determinada ordem jurídica, e, para bem esclarecer isso, convém logo definir o que se entende por ordem jurídica, talvez melhor denominada ordem jurídico-política (ou jus-política). Para fixar ideias, entende-se por ordem jurídica "o conjunto sistematizado de normas de conduta estabelecido por e em vigor num dado estado político, considerado tal conjunto em sua relação dinâmica com o estado e dentro dele". Em uma significa a inserção de dado direito na ordem jurídica. De uma, a seu turno, refere-se à estabilidade da própria ordem jurídica em si.
Assim concebido, o estado político passa a ser reconhecido como estado de direito. Se a democracia (governo do povo, pelo povo e para o povo, ainda que em moldes representativos) fizer-se presente, dir-se-á um estado democrático de direito.
Isso posto, por que falar-se em ontologia e em semiologia, no tocante ao direito adquirido? Precisamente para — investigando-lhe a natureza do ser (<grego ontos = ser) e o significado (<grego semeio = signo) — compreender a sua essência enquanto fundamento próprio de uma ordem jurídica estável. De fato, sem um certo lastro de direitos adquiridos, não haveria que se falar em uma ordem jurídica estável, ainda que a mesma estabilidade padeça da suscetibilidade de fenecimento, porque as sociedades humanas são dinâmicas e dialeticamente (sob a ótica hegeliana ou a marxista) instáveis, quando se consideram contextos espaço-temporais suficientemente amplos, que possam tornar perceptíveis as mudanças.
Essas considerações são importantes a bem da conciliação entre a generalidade (que foi analisada) e a especificidade (a ser, ainda, examinada) — objeto in situ do amplo e polêmico estudo do instituto direito adquirido.

## Fundamento histórico do instituto
Ainda que não expressamente declarado como tal, o direito adquirido encontrava-se já presente em graus e em gêneros variados nas sociedades humanas antigas organizadas em civilizações, precisamente pelo fato de serem elas organizadas, vale dizer comportarem-se, de modo integrado e interdependente, à semelhança de um organismo — e aqui se toma empréstimo semântico-cultural às ciências biológicas.
Naturalmente, desde que não se tivesse concebido e instaurado uma democracia, as organizações político-sociais antigas, na maior parte em todos os sentidos, privilegiavam as classes detentoras do poder, costumeiramente a cúpula diretiva (imperadores e sacerdotes). Na atualidade, a despeito da evolução e do progresso havidos desde então, a situação ainda guarda ranços daquela estrutura antiga.
Pouco se dispõe em termos de informações suficientemente detalhadas a respeito do chamado período pré-histórico. Embora se considere que a história da humanidade tenha começado com o advento da escrita, até mesmo tal consideração padece de questionamento, pois as pinturas rupestres e outros registros e mesmo os demais vestígios da chamada pré-história, num sentido amplo perfeitamente razoável, podem ser considerados formas amplas de escrita, a merecerem, certamente, adequadas decifração e leitura, consequentemente, de conhecimento cultural atinente.
Na antiguidade histórica ocidental e médio-oriental, entre os egípcios (3200 a.C. – 525 a.C.), sumérios e acádios (2800 a.C. – 2000 a.C.), os babilônios (1800 a.C. – 539 a.C.), assírios (1875 a.C. – 612 a.C.), persas (539 a.C. – 331 a.C.), hebreus (1800 a.C. – 100 a.C.), cretenses, fenícios e hititas (3200 a.C. – 1400 a.C.), ainda que com as feições híbridas político-religiosas como era usual, resguardavam-se os direitos adquiridos, tanto mais quanto mais elevada, em relação ao poder, estivesse o beneficiário. Com efeito, para os detentores do poder per se, nem havia que se falar em resguardar ou tutelar de qualquer forma os direitos: eles defluíam naturalmente da condição superior ostentada. Quanto ao povo, realmente se pode falar em resguardo, tutela — ou não — de tais direitos. E isso, naturalmente, era incipiente e frágil.
Não se deve deixar de mencionar as civilizações e culturas do extremo oriente. Assim, os chineses (3000 a.C. – 210 a.C.), os indianos (2500 a.C. – 300 a.C.) e os japoneses (2700 a.C. – 200 a.C.) apresentaram notáveis contribuições ao patrimônio cultural da humanidade como um todo. Lá, como cá, o jogo do poder dava o tom. Isso, com efeito, tem sido um traço característico da jornada humana em toda a sua existência. Há, contudo, certas diferenças e especificidades muito acentuadas entre os dois polos, tais que perpassam os domínios amplos do Direito e da Moral. Isso é mais bem entendido à luz da Antropologia Cultural Comparada, que foge ao escopo deste trabalho.
Foi na Grécia antiga (2000 a.C. – 100 a.C.) que os primeiros passos para a construção democrática ocorreram. Realmente, com Clístenes, o reformador, tal ideal foi aprimorado: direitos políticos para todos os cidadãos, participação representativa dos cidadãos no governo, por decisão em assembleias etc. Já havia uma configuração tripartite no governo: o legislativo, o executivo e o judicativo. É, então, na Grécia, sobretudo, com o advento daquela reforma, que se passam a resguardar e tutelar mais os direitos dos cidadãos, assim também os chamados direitos adquiridos.
O advento da civilização romana (750 a.C. – 470 d.C.) é que, através da absorção cultural aos vencidos, notadamente aos Gregos, produziu uma como que estrutura cultural-institucional poderosa a tal ponto que lançou as bases para os tempos seguintes, até os dias atuais. Lá, a despeito das oscilações a que todas as nações estão sujeitas, consolidaram-se as práxis de cidadania, de direito, de democracia e de república. A atualidade é-lhe tributária, não apenas pelo legado do Corpus Iuris Civilis, mas de toda a moderna concepção essencial da práxis jurídica, como é hoje conhecida. Também lá, naturalmente, resguardados os interesses maiores dos detentores do poder, havia uma base legal e uma prática regrada destinados a assegurar a prestação jurisdicional. Os princípios clássicos de Ulpiano para o Direito (honeste vivere: viver honestamente; neminem laedere: a ninguém prejudicar; suum cuique tribuere: dar a cada um o que a este pertence) afiguram-se, de tão irrefutáveis, óbvios. Contudo, essa obviedade costuma trazer transtornos, como, de resto, traz a tudo aquilo que é examinado superficialmente, eis que se não lhe conheçam os desígnios profundos.
A Idade Média ocidental (470 a.C. – 1450 d.C.) denuncia a mescla cultural havida da hegemonia exercida pela Igreja Católica Apostólica Romana sobre tudo mais. O direito comum, como, de resto, todas as decisões e os escassos direitos cidadãos tutelados, era influenciado pelo direito eclesiástico.
A Idade Moderna (1450 – 1750), surgida do renascimento científico-cultural, tributária de vários pensadores de renome, começa a dar a feição em bases metodológicas científicas, como hoje conhecidas, segundo o paradigma do racionalismo bacon-cartesiano. A Revolução Francesa (1789 – 1799), apesar de controvertida, e de ser ela mesma tributária da Revolução Estadunidense (1776 – 1783), classicamente consagrou o respeito aos e a busca dos ideais de "igualdade, liberdade e fraternidade".
A idade contemporânea (1750 – atualidade) é o cenário do que se examina presentemente. Dotada de enorme diversidade de correntes e escolas e tendências, padece, todavia, do ferimento essencial, posto que idiossincrásico, que caracteriza o direito adquirido, objeto presente. Há de ficar suficientemente claro que por ferimento tem-se em mente o dano causado à primazia do individual justo sobre o individual injusto, a do social sobre o individual, a da justiça sobre a injustiça.
Socialmente, o termo direito adquirido tem vindo a ganhar uma conotação pejorativa, nomeadamente à luz das Reformas do XIX Governo Constitucional de Portugal.
Na ordem jurídica brasileira, desde a Constituição de 1934 os direitos adquiridos vêm assegurados em nível constitucional. Omitidos na Carta de 1937, restaurados na de 1946, eles perduram até hoje. Daí o constituinte de 1988 ter enunciado que "a lei não prejudicará o direito adquirido, o ato jurídico perfeito e a coisa julgada" (art.5º, XXXVI/CF). Optou, claramente, pela doutrina subjetivista da escola italiana, preconizada por Carlo Francesco Gabba [(1835 – 1920) jurista italiano renomado, referência em Direito Adquirido], do mesmo modo que Lei de Introdução ao Código Civil de 1942 (art.6º, § 2º). Segundo Gabba (Teoria della retroatività delle leggi, 1891, 1897 e 1898), é adquirido o direito consequente a fato idôneo a produzi-lo, em virtude da lei do tempo no qual o fato foi consumado, embora a ocasião de fazê-lo valer não se tenha dado antes da atuação de uma lei nova sobre o mesmo direito, e que nos termos da lei sob cujo império se entabulou o fato do qual se origina, entrou imediatamente a fazer parte do patrimônio de quem o adquiriu.

## Direito Adquirido no Direito Público
O direito adquirido é tema de teoria geral do direito, especificamente do direito intertemporal, e tem crescido de importância no direito público, em especial no direito administrativo. Autores brasileiros discutem o tema abstratamente (Celso Antônio Bandeira de Mello, José Eduardo Martins Cardozo, Hugo de Brito Machado, Elival da Silva Ramos)ou de forma aplicada (Fábio Mauro de Medeiros, Maria Garcia, Zélio Furtado da Silva).